# 基班古
基班古是剛果共和國的城鎮，由奎盧省負責管轄，位於該國西部奎盧-尼阿里河以北4英里，距離與加蓬接壤的邊境約80公里，居民人數約8,000。
04°10′00″S 12°04′00″E / 4.16667°S 12.06667°E